# 科諾佩利卡河
科諾佩利卡河（烏克蘭語：Конопелька），是烏克蘭的河流，位於該國西北部，屬於斯特里河的右支流，發源自羅馬尼夫附近，流經沃倫州，河道全長48公里，流域面積329平方公里。